# Новогвінейський великоніг
Новогвінейський великоніг (Talegalla) — рід куроподібних птахів родини великоногових (Megapodiidae). Містить 3 види.

## Поширення
Представники роду поширені в Новій Гвінеї, на острові Місоол та на островах Ару.

## Опис
Тіло завдовжки 45-61 см; вага тіла самця 1325—1705 г, самиці — 1000—1785 г.

## Види
- Великоніг червонодзьобий (Talegalla cuvieri)
- Великоніг чорнодзьобий (Talegalla fuscirostris)
- Великоніг буродзьобий (Talegalla jobiensis)